# Olimpiskais Sporta centrs
Olimpiskais Sporta centrs – wielofunkcyjny, kryty obiekt sportowy w Rydze, stolicy Łotwy. Został otwarty w 2005 roku. Budynek stanowi zespół połączonych ze sobą hal i pomieszczeń, znajduje się w nim m.in. kryty 50-metrowy basen, zadaszone pełnowymiarowe boisko piłkarskie ze sztuczną murawą, hale sportowe, sale gimnastyczne, siłownia, korty tenisowe czy sale konferencyjne.
Obiekt powstał naprzeciwko hali widowiskowo-sportowej Arēna Rīga, na terenie dawnego hipodromu, który funkcjonował do 1965 roku. Otwarcie kompleksu miało miejsce w 2005 roku. Wewnątrz budynku znajduje się m.in. kryta 50-metrowa pływalnia (a także dwa mniejsze baseny i brodzik dla dzieci), zadaszone pełnowymiarowe boisko piłkarskie ze sztuczną murawą, hale sportowe, sale gimnastyczne, siłownia, korty tenisowe, boiska do siatkówki plażowej, biura czy sale konferencyjne. Obiekt był gospodarzem wielu imprez sportowych i pozasportowych, m.in. odbył się w nim szczyt NATO w 2006 roku, a także był on jedną z aren mistrzostw świata w unihokeju w 2016 roku i mistrzostw świata elity w hokeju na lodzie w 2021 roku.